# أحمد بن عمر الاغلبي
أبو مالك أحمد بن عُمَر بن عبد الله بن إبراهيم الأغلبي التميمي (218 هـ - 280 هـ /834 م - 894 م) أمير، وقائد عسكري، ورجل دولة، وسياسي في الدولة الأغلبية، تولى إمارة صقلية في عهد الملك إبراهيم الثاني بن أحمد الأغلبي عام 274 هـ وكان له معارك كبيرة وجهاد وفتوحات في إيطاليا ضد الإمبراطورية البيزنطية وأستمر أميراً على صقلية حتى عام 278 هـ. ودامت إمارته عليها أربع سنوات خاض فيها حروباً مع البيزنطيين، وقاد حملاتٍ عسكرية كبيرة على بلادهم وكان له النصر في أكثر تلك المعارك. وهو الذي فتح جزيرة مالطا في البحر الأبيض المتوسط عام 255 هـ.
كان جده الثاني إبراهيم بن الأغلب مؤسس الدولة الأغلبية عام (184 هـ - 800 م) ، وجده الأول عبد الله الأول بن إبراهيم الأول الأغلبي ثاني ملوك الدولة الأغلبية بين عامي (196 هـ - 201 هـ / 812 م - 817 م). وهو أحد أفراد العائلة الأغلبية الحاكمة، ولد في القيروان عام 218 هـ وتوفي فيها عام 280 هـ.

## نسبه
هو أحمد بن عُمَر بن عبد الله الأول بن إبراهيم الأول بن الأغلب الأول بن سالم بن عقال بن خفاجة بن عبّاد بن عبد اللّه بن محمّد بن سعد بن حرام بن سعد بن مالك بن سعد بن زيد مناة بن تميم بن مر الأغلبي السعدي التميمي.
وجده الثالث الأغلب بن سالم التميمي أحد نقباء بني العباس المشهورين. وأحد أركان الحرب في الدولة العباسية في عصر التأسيس الأول بين عامي (129 هـ - 150 هـ).

## إمارته على صقليه وجهاده وفتوحاته
في عام 274 هـ ولاه الملك إبراهيم بن أحمد الأغلبي على صقلية، فنزلها ورتب أوضاع الجند وضبطها، ثم جهز جيشاً كبيراً وقاده بنفسه، وحصلت بينه وبين الإمبراطورية البيزنطية معركة كبيرة في أوائل عام 275 هـ على سواحل صقلية انتصر فيها أحمد انتصاراً كبيراً، وقتل من البيزنطيين أكثر من سبعة ألاف مُقَاتل وغرق منهم خمسة ألاف، وقد أجبرت هذه الهزيمة الكبيرة الروم على أن يخلوا كثيراً من حصونهم وقلاعهم ومدنهم التي تجاور المدن الخاضعة للأغالبة، ولم يكتفي أحمد بن عُمَر بهذا النصر فقط، بل وجه قواته إلى الأراضي الإيطالية للإغارة عليها، فظفرت قواته وسبت وغنمت.
وفي عام 276 هـ وجه أحمد بن عُمَر القائد سوادة بن مُحَمد إلى مدينة طرمين فضرب عليها حصاراً شديداً.

## وفاته
قام الملك إبراهيم بن أحمد الاغلبي بإستدعاء أحمد بن عُمَر إلى القيروان فخرج إليها عام 278 هـ، وتوفي في القيروان عام 280 هـ.